# Lachlan Bray
Lachlan Bray (* 16. März 1999 in Melbourne) ist ein australischer Volleyballspieler.

## Karriere
Bray begann seine Karriere am Mazenod College. Von 2019 bis 2023 studierte er an der University of Charleston und spielte in der Universitätsmannschaft. Nach dem Studium spielte der Außenangreifer in der Saison 2023/24 in Aserbaidschan bei Khari Bulbul Şuşa VC. Danach wurde er vom deutschen Bundesligisten Baden Volleys SSC Karlsruhe verpflichtet.